# Halloy (Oise)
Halloy – miejscowość i gmina we Francji, w regionie Hauts-de-France, w departamencie Oise.
Według danych na rok 1990 gminę zamieszkiwało 395 osób, a gęstość zaludnienia wynosiła 103 osoby/km² (wśród 2293 gmin Pikardii Halloy plasuje się na 612. miejscu pod względem liczby ludności, natomiast pod względem powierzchni na miejscu 983.).